# الأسرة المصرية العاشرة
الأسرة المصرية العاشرة حكمت هذه الأسرة لمدة 90 عام من عام 2130 إلى 2040 قبل الميلاد.
تشكل الأسرة العاشرة إلى جانب الأسرة الثامنة والتاسعة والحادي عشر ما يسمى فترة مصرية انتقالية أولى أو عصر الإضمحلال الأول.

## ملوك الأسرة العاشرة
| الرقم | الاسم              | تعليق | مدة الحكم                           |
| ----- | ------------------ | ----- | ----------------------------------- |
| 1     | مريهاتور           | —     | 2130 قبل الميلاد - غير معروف        |
| 2     | ني فر كا رع الثامن | —     | ما بين عامي 2130 - 2040 قبل الميلاد |
| 3     | وا خا رع خيتي      | —     | غير معروف                           |
| 4     | مري كا رع          | —     | غير معروف - 2040 قبل الميلاد        |